# Eccellenza Campania 2004-2005
Il campionato italiano di calcio di Eccellenza regionale 2004-2005 è stato il quattordicesimo organizzato in Italia. Rappresenta il sesto livello del calcio italiano.
Questi sono i gironi organizzati dal comitato regionale della regione Campania.

## Formula
Le 32 squadre erano divise in due gironi su basi geografiche; in ciascun girone le 16 squadre partecipanti affrontavano le altre in gare di andata e ritorno per un totale di 30 incontri per squadra. Venivano assegnati tre punti per la vittoria, uno per il pareggio, zero per la sconfitta. I vincitori di ciascun girone venivano promossi in Serie D; le ultime due classificate venivano retrocesse in Promozione.

## Girone A

### Squadre partecipanti
| Club                               | Città                      | Stadio                   | Stagione 2003-2004                                                              |
| ---------------------------------- | -------------------------- | ------------------------ | ------------------------------------------------------------------------------- |
| U.S. Alba Durazzano Sant'Agata     | Durazzano (BN)             |                          | 5° nel Girone A di Eccellenza                                                   |
| U.S. Arzanese                      | Arzano (NA)                | Stadio Sabatino De Rosa  | 7° nel Girone A di Eccellenza                                                   |
| Capri S.S.D. P.A.                  | Capri (NA)                 |                          | 4° nel Girone A di Eccellenza                                                   |
| Pol. El Brazil Cuma                | Bacoli (NA)                |                          | 6° nel Girone A di Eccellenza                                                   |
| A.S.D. Fortitudo Ponte Vitulano    | Ponte (BN)                 |                          | 10° nel Girone A di Eccellenza                                                  |
| A.C. Gaudianum Ercolanese          | Ercolano (NA)              | Stadio Raffaele Solaro   | 3° nel Girone A di Eccellenza                                                   |
| Internapoli Camaldoli              | Napoli (NA)                |                          | 16° nel Girone A di Eccellenza, retrocesso in Promozione e in seguito ripescato |
| Ischia                             | Ischia (NA)                | Stadio Enzo Mazzella     | 2° nel Girone A di Eccellenza                                                   |
| S.S. La Baronia                    | Pontelatone (BN)           |                          | 12° nel Girone A di Eccellenza                                                  |
| S.S. Portici                       | Portici (NA)               | Stadio San Ciro          | 13° nel Girone A di Eccellenza                                                  |
| G.S. Pro Calcio Afragolese         | Afragola (NA)              | Stadio Luigi Moccia      | 1° nel Girone B di Promozione                                                   |
| A.S.D. Real Aversa                 | Aversa (CE)                | Stadio Augusto Bisceglia | 1° nel Girone A di Promozione                                                   |
| Polisportiva San Giorgio a Cremano | San Giorgio a Cremano (NA) |                          | 9° nel Girone A di Eccellenza                                                   |
| Polisportiva Succivo               | Succivo (CE)               |                          | 11° nel Girone A di Eccellenza                                                  |
| A.S.C. Virtus Volla                | Volla (NA)                 |                          | 8° nel Girone A di Eccellenza                                                   |
| U.S. Vollese                       | Volla (NA)                 |                          | Promozione Campania 2003-2004 5° nel Girone B di Promozione, ripescato          |

### Classifica finale
|  | Pos. | Squadra                         | Pt | G  | V  | N  | P  | GF | GS | DR  |
|  | ---- | ------------------------------- | -- | -- | -- | -- | -- | -- | -- | --- |
|  | 1.   | Pol. El Brazil Cuma             | 69 | 30 | 20 | 9  | 1  | 56 | 13 | +43 |
|  | 2.   | U.S. Alba Durazzano Sant'Agata  | 61 | 30 | 17 | 10 | 3  | 55 | 24 | +31 |
|  | 2.   | Virtus Volla                    | 61 | 30 | 17 | 10 | 3  | 53 | 23 | +30 |
|  | 4.   | A.S.D. Real Aversa, Aversa      | 55 | 30 | 15 | 10 | 5  | 40 | 18 | +22 |
|  | 5.   | S.S.D. Capri P.A.               | 51 | 30 | 15 | 6  | 9  | 44 | 35 | +9  |
|  | 6.   | Arzanese                        | 50 | 30 | 14 | 8  | 8  | 55 | 38 | +17 |
|  | 7.   | G.S. Pro Calcio Afragolese      | 48 | 30 | 13 | 9  | 8  | 36 | 29 | +7  |
|  | 8.   | Ischia                          | 40 | 30 | 11 | 7  | 12 | 37 | 38 | -1  |
|  | 8.   | Pol. San Giorgio a Cremano      | 40 | 30 | 11 | 7  | 12 | 29 | 36 | -13 |
|  | 10.  | U.S. Vollese                    | 38 | 30 | 11 | 5  | 14 | 26 | 40 | -14 |
|  | 11.  | A.S.D. Fortitudo Ponte Vitulano | 35 | 30 | 9  | 8  | 13 | 41 | 42 | -1  |
|  | 12.  | A.C. Gaudianum Ercolanese       | 31 | 30 | 8  | 7  | 15 | 32 | 44 | -12 |
|  | 13.  | Internapoli Camaldoli           | 30 | 30 | 8  | 6  | 16 | 35 | 44 | -9  |
|  | 14.  | Pol. Succivo                    | 22 | 30 | 5  | 7  | 18 | 24 | 51 | -27 |
|  | 15.  | S.S. La Baronia                 | 15 | 30 | 4  | 3  | 23 | 15 | 51 | -36 |
|  | 16.  | Portici                         | 14 | 30 | 2  | 8  | 20 | 23 | 75 | -42 |

### Spareggio 2º posto
| Solofra 22 maggio 2005 | Alba Durazzano | 3 – 0 | Virtus Volla |  |

- (Solofra, 22 maggio 2005) Alba Durazzano - Virtus Volla: viene assegnato il 3-0 a tavolino ad entrambe per gravi incidenti[4].

### Verdetti finali
- El Brazil Cuma: promosso in Serie D 2005-2006
- La Baronia e Portici: retrocessi in Promozione Campania 2005-2006
- Alba Durazzano e Virtus Volla: ammessi allo spareggio per accedere ai play-off nazionali

## Girone B

### Squadre partecipanti
| Club                                 | Città                    | Stadio                      | Stagione 2003-2004                                         |
| ------------------------------------ | ------------------------ | --------------------------- | ---------------------------------------------------------- |
| Agropoli                             | Agropoli (SA)            |                             | 10° nel Girone B di Eccellenza                             |
| A.C. Baiano                          | Baiano (AV)              |                             | 13° nel Girone B di Eccellenza                             |
| A.S. Baronissi Calcio                | Baronissi (SA)           |                             | 14° nel Girone B di Eccellenza                             |
| A.C. Cervinara                       | Cervinara (AV)           |                             | 14° nel Girone A di Eccellenza                             |
| A.S.C. Cicciano                      | Cicciano (NA)            |                             | 1° nel Girone C di Promozione                              |
| A.S. Città di Vico Equense           | Vico Equense (NA)        |                             | 3° nel Girone B di Eccellenza                              |
| A.S.D. Comprensorio Gelbison Cilento | Vallo della Lucania (SA) |                             | 6° nel Girone B di Eccellenza                              |
| A.S.C.D. Ebolitana 1925              | Eboli (SA)               |                             | 9° nel Girone B di Eccellenza                              |
| S.S.D. Eclanese                      | Mirabella Eclano (AV)    |                             | 8° nel Girone B di Eccellenza                              |
| A.S.D. Faiano                        | Barano d'Ischia (NA)     |                             | 1° nel Girone D di Eccellenza                              |
| U.S. Giffonese                       | Giffoni Valle Piana (SA) |                             | 15° nel Girone B di Eccellenza, retrocesso e poi ripescato |
| Gragnano                             | Gragnano (NA)            | Stadio Comunale di Gragnano | 5° nel Girone B di Eccellenza                              |
| A.S. Ippogrifo Sarnese               | Sarno (SA)               |                             | 12° nel Girone B di Eccellenza                             |
| Saviano                              | Saviano (NA)             |                             | 11° nel Girone B di Eccellenza                             |
| Sant'Antonio Abate                   | Sant'Antonio Abate (NA)  |                             | 5° nel Girone B di Eccellenza                              |
| Pol. Teoreo Montoro Inferiore        | Montoro Inferiore (AV)   |                             | 7° nel Girone B di Eccellenza                              |

### Classifica finale
|  | Pos. | Squadra                       | Pt | G  | V  | N  | P  | GF | GS | DR  |
|  | ---- | ----------------------------- | -- | -- | -- | -- | -- | -- | -- | --- |
|  | 1.   | Ebolitana                     | 69 | 30 | 22 | 3  | 5  | 58 | 22 | +36 |
|  | 2.   | Gragnano                      | 68 | 30 | 20 | 8  | 2  | 61 | 15 | +46 |
|  | 3.   | Città di Vico Equense         | 66 | 30 | 20 | 6  | 4  | 61 | 29 | +32 |
|  | 4.   | Agropoli                      | 59 | 30 | 17 | 8  | 5  | 47 | 20 | +27 |
|  | 5.   | Ippogrifo Sarnese             | 47 | 30 | 13 | 8  | 9  | 43 | 37 | +6  |
|  | 6.   | Baiano                        | 44 | 30 | 11 | 11 | 8  | 46 | 36 | +10 |
|  | 7.   | Sant'Antonio Abate            | 43 | 30 | 11 | 10 | 9  | 46 | 41 | +5  |
|  | 8.   | Comprensorio Gelbison Cilento | 40 | 30 | 10 | 10 | 10 | 54 | 40 | +14 |
|  | 9.   | Cicciano                      | 36 | 30 | 10 | 6  | 14 | 36 | 49 | -13 |
|  | 10.  | Baronissi Calcio              | 34 | 30 | 9  | 7  | 14 | 31 | 51 | -20 |
|  | 11.  | Eclanese                      | 31 | 30 | 7  | 10 | 13 | 30 | 42 | -12 |
|  | 12.  | Cervinara                     | 27 | 30 | 6  | 9  | 15 | 29 | 56 | -27 |
|  | 13.  | Saviano                       | 26 | 30 | 5  | 11 | 14 | 34 | 46 | -12 |
|  | 14.  | Giffonese                     | 25 | 30 | 7  | 4  | 19 | 33 | 55 | -22 |
|  | 15.  | Teoreo Montoro Inferiore      | 25 | 30 | 6  | 7  | 17 | 22 | 47 | -25 |
|  | 16.  | Faiano                        | 19 | 30 | 5  | 4  | 21 | 23 | 68 | -45 |

### Spareggio salvezza
| 29 maggio 2005 | Giffonese | 4 – 2 | Teoreo Montoro Inferiore |  |

### Verdetti finali
- Ebolitana promosso in Serie D 2005-2006
- Gragnano ammesso ai play-off nazionali
- Giffonese e Teoreo Montoro Inferiore: ammessi agli spareggi retrocessione
- Faiano retrocesso in Promozione Campania 2005-2006